# العلاقات الكويتية الجنوب إفريقية
العلاقات الكويتية الجنوب أفريقية هي العلاقات الثنائية التي تجمع بين الكويت وجنوب أفريقيا.

## مقارنة بين البلدين
هذه مقارنة عامة ومرجعية للدولتين:
| وجه المقارنة                                              | الكويت        | جنوب أفريقيا |
| --------------------------------------------------------- | ------------- | --- |
| المساحة (كم2)                                             | 17.82 ألف     | 1.22 مليون |
| عدد السكان (نسمة)                                         | 4.14 مليون    | 57.73 مليون |
| الكثافة السكانية (ن./كم²)                                 | 232.32        | 47.32 |
| العاصمة                                                   | مدينة الكويت  | بريتوريا، بلومفونتين، كيب تاون |
| اللغة الرسمية                                             | اللغة العربية | لغة إنجليزية، اللغة الأفريقانية، اللغة النديبلي الجنوبية، اللغة السوثو الشمالية، اللغة السوتية، لغة سوازي، اللغة التسونجا، اللغة التسوانية، اللغة الفيندية، اللغة الكوسية، اللغة الزولوية |
| العملة                                                    | دينار كويتي   | راند جنوب أفريقي |
| الناتج المحلي الإجمالي (بليون دولار)                      | 120.13 مليار  | 349.42 مليار |
| الناتج المحلي الإجمالي (تعادل القوة الشرائية) بليون دولار | 290.53 مليار  | 725.91 مليار |
| الناتج المحلي الإجمالي الاسمي للفرد دولار أمريكي          | 29.30 ألف     | 5.72 ألف |
| الناتج المحلي الإجمالي للفرد دولار أمريكي                 | 73.25 ألف     | 13.05 ألف |
| مؤشر التنمية البشرية                                      | 0.816         | 0.666 |
| رمز المكالمات الدولي                                      | +965          | +27 |
| رمز الإنترنت                                              | .kw           | .za |
| المنطقة الزمنية                                           | ت ع م+03:00   | ت ع م+02:00، أفريقيا/جوهانسبرغ ‏ |

## منظمات دولية مشتركة
يشترك البلدان في عضوية مجموعة من المنظمات الدولية، منها:
| علم المنظمة | اسم المنظمة                        | تاريخ انضمام الكويت | تاريخ انضمام جنوب أفريقيا |
| ----------- | ---------------------------------- | ------------------- | ------------------------- |
|             | المنظمة الهيدروغرافية الدولية      | ?                   | ?                         |
|             | الاتحاد البريدي العالمي            | ?                   | ?                         |
|             | يونسكو                             | 18 نوفمبر 1960      | 4 نوفمبر 1946             |
|             | البنك الدولي للإنشاء والتعمير      | 13 سبتمبر 1962      | 27 ديسمبر 1945            |
|             | منظمة التجارة العالمية             | ?                   | 1995                      |
|             | وكالة ضمان الاستثمار متعدد الأطراف | 12 أبريل 1988       | 10 مارس 1994              |
|             | البنك الإفريقي للتنمية             | ?                   | ?                         |
|             | الاتحاد الدولي للاتصالات           | 14 أغسطس 1959       | 1910                      |
|             | منظمة الشرطة الجنائية الدولية      | ?                   | ?                         |
|             | مؤسسة التمويل الدولية              | 13 سبتمبر 1962      | 3 أبريل 1957              |
|             | الأمم المتحدة                      | 14 مايو 1963        | 7 نوفمبر 1945             |
|             | مؤسسة التنمية الدولية              | 13 سبتمبر 1962      | 12 أكتوبر 1960            |
|             | منظمة حظر الأسلحة الكيميائية       | ?                   | ?                         |

## وصلات خارجية
- موقع وزارة الخارجية الكويتية
- موقع وزارة الخارجية الجنوب أفريقية